# 博尔德列夫卡村委员会
博尔德列夫卡村委员会（俄语：Болдыревский сельсовет）是俄罗斯联邦阿穆尔州扎维京斯克区所属的一个村委员会。其下辖有2个居民点，行政中心为博尔德列夫卡。据2016年统计，该村委员会的人口为527人。